# Pavlo Ivanov
Pavlo Ivanov (en ucraniano: Іванов Павло Олександрович; Kiev, Unión Soviética 28 de septiembre de 1984) es un exfutbolista ucraniano que jugaba de lateral izquierdo.
Ivanov debutó como profesional en la temporada 2001-02 en el equipo ucraniano F. C. Dnipro Dnipropetrovsk.

## Estadísticas
Actualizado el 17 de mayo de 2014.
| Club                                   | Temporada           | Liga | Liga | Copas nacionales | Copas nacionales | Total | Total | Prom. · |
| Club                                   | Temporada           | PJ   | G    | PJ               | G                | PJ    | G     | Prom. · |
| -------------------------------------- | ------------------- | ---- | ---- | ---------------- | ---------------- | ----- | ----- | ------- |
| F. C. Partizan Minsk                   | 2005-06             | 2    | 0    | 0                | 0                | 2     | 0     | 0,00    |
| F. C. Partizan Minsk                   | Total               | 2    | 0    | 0                | 0                | 2     | 0     | 0,30    |
| F. C. Belshyna Babruisk · Bielorrusia  | 2006-07             | 10   | 0    | 0                | 0                | 10    | 0     | 0,00    |
| F. C. Belshyna Babruisk · Bielorrusia  | Total               | 10   | 0    | 0                | 0                | 10    | 0     | 0,00    |
| F. S. C. Bukovyna Chernivtsi · Ucrania | 2010-11             | 17   | 1    | 0                | 0                | 17    | 1     | 0,05    |
| F. S. C. Bukovyna Chernivtsi · Ucrania | Total               | 17   | 1    | 0                | 0                | 17    | 1     | 0,05    |
| F. C. Olimpik Donetsk · Ucrania        | 2011-12             | 30   | 0    | 0                | 0                | 30    | 0     | 0,00    |
| F. C. Olimpik Donetsk · Ucrania        | 2012-13             | 5    | 0    | 0                | 0                | 5     | 0     | 0,00    |
| F. C. Olimpik Donetsk · Ucrania        | 2013-14             | 26   | 0    | 1                | 0                | 27    | 0     | 0,00    |
| F. C. Olimpik Donetsk · Ucrania        | Total               | 61   | 0    | 1                | 0                | 62    | 0     | 0,00    |
| Total en su carrera                    | Total en su carrera | 90   | 1    | 1                | 0                | 91    | 1     | 0,01    |